# Крістін Мелоні
Крістін Мелоні  (англ. Kristin Maloney, 10 березня 1981) — американська гімнастка, олімпійська медалістка.

## Виступи на Олімпіадах
| Олімпіада   | Дисципліна        | Місце              |
| ----------- | ----------------- | ------------------ |
| Сідней 2000 | абсолютний залік  | 19                 |
| Сідней 2000 | командний залік   | 3                  |
| Сідней 2000 | вільні врави      | 21T (кваліфікація) |
| Сідней 2000 | опорний стрибок   | 43 (кваліфікація)  |
| Сідней 2000 | різновисокі бруси | 30T (кваліфікація) |
| Сідней 2000 | колода            | 45 (кваліфікація)  |